# Selenicereus grandiflorus subsp. hondurensis
Selenicereus grandiflorus subsp. hondurensis ist eine Unterart der Pflanzenart Selenicereus grandiflorus in der Gattung Selenicereus aus der Familie der Kakteengewächse (Cactaceae). Das Epitheton hondurensis verweist auf das Vorkommen der Art in  Honduras.

## Beschreibung
Selenicereus grandiflorus subsp. hondurensis wächst spreizklimmend, kriechend oder kletternd mit langen Trieben von bis zu 2,2 Zentimetern Durchmesser. Ihre 7 bis 10 Rippen sind leicht eingedellt. Aus den dunklen, mit bräunlichen Haaren und Borsten besetzten Areolen entspringen 7 bis 10 weiße, borstenartige, nicht stechende Dornen von 4 bis 5 Millimeter Länge.
Die cremeweißen Blüten sind bis 23 Zentimeter lang und erreichen Durchmesser von 18 Zentimeter. Die kreiselförmigen, dunkelrosa gefärbten Früchte weisen einen Durchmesser von 5,5 Zentimeter und eine Länge von bis zu 6 Zentimeter auf.

## Verbreitung und Systematik
Selenicereus grandiflorus subsp. hondurensis ist in Guatemala, Honduras und Nicaragua in tiefen Lagen verbreitet. 
Die Erstbeschreibung als Cereus hondurensis wurde 1904 von Wilhelm Weingart veröffentlicht. Ralf Bauer stellte die Art 2003 als Unterart zur Art Selenicereus grandiflorus. Ein weiteres nomenklatorisches Synonym ist Selenicereus hondurensis (K.Schum. ex Weing.) Britton & Rose  (1909).

## Nachweise